# 生殖毒性
生殖毒性是指化學物質對雄性及雌性生殖系統的影響及損害。生殖毒性可能是指對成人性功能或生育能力的不良影響，也包括在後代產生的发育毒性。
一般對生殖毒性的定義會包括許多不同的效應，各種效應之間不一定彼此相關，但都會造成生育能力的下降。全球化学品统一分类和标签制度（GHS）中將生殖毒性和生殖細胞突變原及致癌物質視為不同的特性，不過後二者也可能會影響生育能力。
生殖毒性中包括了致畸性，也就是造成後代的生育缺陷，沙利竇邁即為一種致畸性物質。內分泌干擾素因為可能有生殖毒性，因此引發許多的關注及爭議。不過許多有生殖毒性的物質並未列在上述二類之中。
許多藥物都會影響人類的生殖系統：其影響可能是藥物的預期效果（如荷爾蒙避孕法）、輕微的副作用（如抗憂鬱劑）或是嚴重的健康問題（如沙利竇邁）。不過大部份生殖毒性的研究都關注在環境或職業上的化學品暴露及其對生殖系統的影響。

## 參照
- 危险物质指令